# Giovanni Castrocoeli
Giovanni Castrocoeli OSB (nascido em Castrocielo, Itália — falecido em Benevento, 22 de fevereiro de 1295) foi um cardeal italiano e arcebispo da Igreja Católica.

## Biografia
Giovanni nasceu na comuna italiana de Castrocielo, na Itália, território da então Diocese de Aquino. Seu sobrenome também foi registrado como Castocoeli ou Castrocielo.
Foi ordenado sacerdote da Ordem de São Bento e nomeado, em 1275, reitor do mosteiro beneditino em Cápua.

### Episcopado
Foi eleito arcebispo de Benevento em 17 de junho de 1282 pelo Papa Martinho IV.
Em 1294, foi nomeado administrador apostólico de Santa Águeda dos Godos. Deixou o cargo de arcebispo de Benevento para tornar-se administrador apostólico da arquidiocese.

### Cardinalato e morte
Foi criado cardeal-presbítero de Santos Vital, Valéria, Gervásio e Protásio no consistório de 18 de setembro de 1294. Participou do conclave de 1294, que elegeu o Papa Bonifácio VIII.
Também em 1294, Giovanni foi eleito Vice-chanceler da Santa Igreja Romana, função que ocupou de 1294 até a sua morte, em 1295.
Em 22 de fevereiro de 1295, Giovanni Castrocoeli morreu em Benevento. Seu corpo foi sepultado na mesma comuna.

## Ordenações episcopais
Dom Giovanni Castrocoeli foi consagrante principal da ordenação episcopal de:
1. Hugues Aycelin de Billom, nomeado cardeal-bispo de Óstia, em 1294.